# Ultra Low Floor
ULF (Ultra Low Floor) je nízkopodlažní článková tramvaj, kterou v 90. letech 20. století vyvinulo konsorcium společností SGP Verkehrstechnik, Elin a Siemens. Vývoj i výroba probíhaly na popud vídeňského dopravce Wiener Linien. Prototypy a početné série našly uplatnění v rakouské metropoli Vídni, deset vozidel zakoupilo rumunské město Oradea. 

## Prototypy
Ideu tramvajového vozu s podlahou umístěnou co nejníže prosadila firma SGP (v průběhu vývojových prací převzatá společností Siemens). S myšlenkou přišel vrchní inženýr Leopold Lenk. Ten navrhl článkové vozidlo s pojezdem portálového uspořádání, což byl v té době novátorský počin. Zhotovení prototypů předcházela stavba zkušebního „nosiče“ – funkčního vzorku nové tramvaje. Pokusné vozidlo posloužilo nejen k ověření zvolené koncepce, ale také umožnilo otestovat motory na třífázový proud vyvinuté firmou Elin. Obyvatelé Vídně tak mohli potkat neobvyklou soupravu tvořenou třemi články. Krajní části pocházely z vlečných vozů typu c2 (evidenční čísla 1053 a 1054), zatímco střední nízkopodlažní díl vznikl jako novostavba. Funkci řídicího vozu původně plnil dvounápravový motorák typu L (evidenční číslo 541). Média tuto novinku, označenou jako ULF 197, představila 6. listopadu 1991. V roce 1992 obdržela souprava nový krajní článek a vlastní stanoviště řidiče. Vzhled předního dílu, ze kterého pak vycházela podoba prototypů a sériových ULFů, navrhlo designérské studio Porsche. Čelo vozu bylo (poprvé v historii vídeňských tramvají) vybaveno elektronickým transparentem zobrazujícím cílovou zastávku a číslo linky. Atypický stroj se dochoval coby exponát muzea v dolnorakouském Traiskirchenu. Někdejší řídicí vůz číslo 541 byl prodán do japonského města Kochi.
V roce 1994 byla v montážním závodě ve vídeňské čtvrti Simmering zahájena výroba prvních dvou vozů – tříčlánkového prototypu o délce 24 metrů a pětičlánkového o délce 35 metrů. Cestující se s novinkou seznámili v prosinci 1995.
Pětičlánkový prototyp B1 č. 601 byl z výroby opatřen širším červeným pruhem, který se následně uplatnil na sériově dodávaných vozidlech. Šlo o odkaz na tradiční zbarvení vídeňských tramvají.

## Výroba
Dodávky sériových ULFů začaly v roce 1997 a trvaly do roku 2017. Město získalo celkem 332 vozů, z toho 131 „krátkých“ a 201 „dlouhých“.
Výběrové řízení na dodávku dalších tramvají proběhlo v letech 2013–2014. Tentokrát uspěla konkurenční společnost Bombardier. Nabídla vůz Flexity, u dopravce Wiener Linien označený jako typ D. Premiéru na vídeňských kolejích měl roku 2018.
Posledním „krátkým“ ULFem se stala tramvaj A1 s evidenčním číslem 131, kterou dopravce převzal v říjnu 2015. Pokračovala však výroba pětičlánkových vozidel. Koncem června 2017 dorazily do Ústředních dílen společnosti Wiener Linien nejnovější vozy typu B1 (evidenční čísla 800 a 801), čímž se dodávky ULFů po dvaceti letech završily.

## Provoz

### Vídeň
Tramvaje ULF byly zpočátku vypravovány na linky č. 65 a 67, postupně se však jejich provoz rozšířil do celé sítě pouličních drah. Novinka si samozřejmě vyžádala četné úpravy tratí a provozního zázemí. O bezbariérovou dopravu měly zájem ústavy pro hendikepované, domovy důchodců i městské části. Dopravce tedy dostával mnoho žádostí, jejichž pisatelé usilovali o provoz ULFů na „svých“ linkách. Dělo se tak na úkor provozních úspor. Teprve na podzim roku 2005 se podařilo zájemce uspokojit. Tehdy byl na vídeňských linkách plošně zaveden smíšený provoz nízkopodlažních tramvají a starších souprav.
V dubnu 2001 se spolkové ministerstvo dopravy, inovací a technologií rozhodlo omezit provoz tramvají ULF na podzemních tratích, ve Vídni známých pod označením USTRAB. Reagovalo tak na tragický požár lanovky v rakouském Kaprunu. Zákaz, který se vztahoval na 105 vozů (mezi ně byla v roce 2002 zahrnuta i dvojice prototypů, upravených tehdy po vzoru sériových vozidel) způsobil dlouhodobé potíže s vypravením. Tramvaje evidenčních čísel 2–11 (typ A) a 602–638 (typ B) směly do tunelů i nadále. Zbývající vozy se do vídeňského podzemí vrátily teprve v roce 2007, po splnění všech potřebných náležitostí.
ULFy ve Vídni postupně prodělaly více drobných změn. Dopraváci upustili od používání hydraulického systému určeného pro zdvihání a spouštění vozových skříní. Starší provedení umožňovalo střídání „letní“ a „zimní“ úrovně. Výška pak zůstala pevně nastavena v dosavadním „zimním režimu“. Na vozy byla přimontována zpětná zrcátka (u vídeňských tramvají se stala samozřejmostí až v prvních letech 21. století). Práci řidiče dále usnadnilo doplnění kamerového systému, který také funkci zrcátek částečně převzal. Důležité prvenství patří vozům A1 od evidenčního čísla 52 výše a B1 počínaje číslem 702. Jako první tramvaje nabídly Vídeňanům svezení v klimatizovaném prostoru.